# Europäischer Föderalismus
Als europäischer Föderalismus wird ein politisches Konzept bezeichnet, das den Ausbau der Europäischen Union mit dem Ziel der Errichtung eines föderalen europäischen Bundesstaates anstrebt (auch Vereinigte Staaten von Europa genannt).
Als politische Bewegung hatte der europäische Föderalismus insbesondere zwischen dem Ende des Zweiten Weltkriegs und der Gründung der Europäischen Gemeinschaften einen bedeutenden Einfluss, der sich unter anderem in Form der Union Europäischer Föderalisten manifestierte. Doch auch schon vorher und nachher gab und gibt es einflussreiche Befürworter und Organisationen, die sich für das Ziel eines gesamteuropäischen Staates einsetzen.

## Grundlinien
Es gibt Vorschläge für eine EU-Verfassung, die eine Kompetenz-Kompetenz beinhaltet, also die Möglichkeit, nach den verfassungsmäßigen Vorgaben selbst die Verteilung der Zuständigkeiten zwischen Union und Nationalstaaten festzulegen. Damit wäre die Schwelle zur Staatlichkeit überschritten. Diese Forderungen gehen daher über die derzeitige Struktur der EU als Staatenverbund hinaus, in der die Union zwar supranationale Souveränitätsrechte besitzt, diese aber jeweils nur durch zwischenstaatliche Verträge der einzelnen Mitgliedstaaten geändert werden können (Prinzip der begrenzten Einzelermächtigung). Darüber, wie viele Kompetenzen die EU dann aber tatsächlich auch erhalten und ausüben würde, gibt es unterschiedliche Vorstellungen: Während manche zunächst grundsätzlich die Beibehaltung ihrer bisherigen Aufgaben befürworten und nur eine weitere institutionelle Integration fordern, wünschen sich andere etwa auch neue Zuständigkeiten, wie eine europäische Sozialpolitik.
In diesem Zusammenhang wird auch eine weitere Demokratisierung der EU gefordert bzw. erwartet, indem insbesondere das Europäische Parlament als direkt gewählte Volksvertretung gegenüber dem Rat der EU als intergouvernmentales Gremium gestärkt werden soll. Alle Konzepte eines europäischen Bundesstaates sehen jedoch (wie der Name bereits sagt) weiterhin eine föderale Struktur vor, die nach wie vor grundsätzlich dem Subsidiaritätsprinzip folgt, und keinen Zentralstaat. Teilweise wird sogar, unter dem Konzept des Europa der Regionen, eine gleichzeitige Stärkung der subnationalen Körperschaften gefordert.
Dem europäischen Föderalismus entgegengesetzt sind die Forderungen nach einer Rückabwicklung der EU zu einem rein intergouvernementalen Staatenbund ohne supranationale Kompetenzen. Die Auseinandersetzung zwischen diesen beiden Positionen, die in unterschiedlichen Formen bereits seit Beginn der europäischen Integration stattfand, wird als Finalitätsdebatte bezeichnet.

## Geschichte und Vertreter
Später nahm der Einfluss des europäischen Föderalismus ab, da die Schaffung eines europäischen Bundesstaats zunehmend als unrealistisch angesehen wurde. Erst um die Jahrtausendwende gewann er in der öffentlichen Debatte wieder an Konturen, unter anderem da sich der deutsche Außenminister Joschka Fischer im Jahr 2000 in einer Rede an der Humboldt-Universität zu Berlin zum Ziel einer föderalen europäischen Verfassung bekannte. Ähnlich äußerte sich auch der belgische Premierminister Guy Verhofstadt.

### Ursprünge

Hertensteiner Kreuz, erstes Symbol des Europäischen Föderalismus und der Europäischen Bewegung

1943 wurde in Mailand die Europäische Föderalistische Bewegung (Movimento Federalista Europeo, MFE) gegründet, die das 1941 von den Antifaschisten Altiero Spinelli und Ernesto Rossi verfasste Manifest von Ventotene als Programm annahm, in dem Nationalstaaten die Schuld am Kriegsausbruch zugeschrieben und die Gründung eines europäischen Bundesstaats als Priorität für die Nachkriegszeit erklärt wurde. Auch die deutsche Widerstandsgruppe Weiße Rose bezog Position für einen europäischen Bundesstaat.

Das grüne E, Flagge der Europäischen Bewegung.

Flagge der Paneuropa-Union

In der Nachkriegszeit erfuhr der europäische Föderalismus Aufwind durch die Zürcher Rede Winston Churchills am 19. September 1946, in der dieser die Gründung der Vereinigten Staaten von Europa forderte. Am selben Tag wurde auf einer Konferenz europäischer Föderalisten das Hertensteiner Programm verabschiedet, das wenige Monate später zur Gründung der Union Europäischer Föderalisten führte. Diese gewannen in den folgenden Jahren weitere nationale Mitgliedsverbände hinzu, etwa die 1947 gegründete Europa-Union Deutschland. Zugleich entstanden aber auch noch weitere gesamteuropäische Organisationen, die teilweise ähnliche Positionen vertraten, teilweise aber auch andere Ansätze verfolgten. 1947 rief Coudenhove-Kalergi die Europäische Parlamentarier-Union ins Leben, die nationalstaatliche Parlamentarier für die Idee eines europäischen Bundesstaats zu gewinnen versuchte. Das United Europe Movement, das zur gleichen Zeit von dem Churchill-Schwiegersohn Duncan Sandys gegründet wurde, vertrat dagegen eine europäische Integration ohne föderale Züge. In der öffentlichen Debatte trennten sich daher schon früh die „Föderalisten“ von den „Unionisten“, die eine nur intergouvernementale Zusammenarbeit der europäischen Regierungen anstrebten. 1948 schlossen sich die verschiedenen proeuropäischen Organisationen zur Europäischen Bewegung zusammen.

### Entwicklung nach Gründung der Europäischen Gemeinschaften
Der Schuman-Plan, in dem die „europäische Föderation“ als Endziel genannt wurde, und die Gründung der Europäischen Gemeinschaft für Kohle und Stahl (EGKS) 1952 bewirkten eine Spaltung unter den europäischen Föderalisten: Während die Konstitutionalisten weiterhin die schnelle Verabschiedung einer demokratischen europäischen Verfassung anstrebten, akzeptierten die Funktionalisten die schrittweise Integration durch die neu gegründeten supranationalen Institutionen, auch wenn diese noch nicht dem Ideal eines Bundesstaates entsprachen und nur auf den Wirtschaftsbereich beschränkt waren. In den 1950er Jahren erfuhr die UEF mehrere Abspaltungen und Umbenennungen. Die ersten deutlichen Rückschläge erfuhren die europäischen Föderalisten schließlich in den 1960er Jahren, als der französische Staatspräsident Charles de Gaulle sich gegen eine weitere supranationale Integration einsetzte.
Ab dem Beitritt des Vereinigten Königreichs zur EG 1973 konzentrierten die wiedervereinigten UEF sich auf die Direktwahl des Europäischen Parlaments, die 1979 zum ersten Mal stattfand. Die Föderalisten hofften, dass die verbesserte demokratische Legitimation des Europaparlaments diesem einen neuen Anlauf zu einem Bundesstaat erlauben würde. Tatsächlich verabschiedete das Parlament 1984 eine europäische Verfassung, der von einem Ausschuss unter Altiero Spinelli ausgearbeitet worden war. Dieser Verfassungsentwurf, der letzte konkrete Versuch zur Gründung eines europäischen Bundesstaats, wurde jedoch von den Mitgliedstaaten nicht angenommen.
In späteren Kampagnen setzten sich die föderalistischen Bewegungen unter anderem für die Europäische Wirtschafts- und Währungsunion ein und unterstützten die Pläne eines EU-Verfassungsvertrags sowie den Vertrag von Lissabon. Dabei setzte sich die funktionalistische Strategie einer schrittweisen Integration weitgehend durch. Allerdings lehnten einzelne Strömungen des europäischen Föderalismus, insbesondere in Frankreich, den EU-Verfassungsvertrag auch ab, da er nicht dem Ziel eines rasch zu errichtenden europäischen Bundesstaates entspreche. In Deutschland nahmen einige Politiker das Lissabon-Urteil des Bundesverfassungsgerichts zum Anlass, wieder das Ziel der Vereinigten Staaten von Europa zu fordern. Im Vorfeld des Urteils gab es noch Zweifel, dass das Grundgesetz mit einem europäischen Bundesstaat vereinbar sei.
Das Ziel des europäischen Föderalismus findet sich inzwischen auch in vielen Programmen politischer Parteien: So fordern in Deutschland u. a. Die Grünen, die SPD, die Freien Demokraten, die Piratenpartei, Die Humanisten und Volt einen europäischen Bundesstaat. Wenngleich sich in der CDU durchaus bekannte Vertreter wie etwa Ursula von der Leyen, Helmut Kohl oder Konrad Adenauer für einen europäischen Bundesstaat aussprachen, steht die Partei im Ganzen der Idee des europäischen Föderalismus kritisch gegenüber. Im Zuge des Erstarkens von euroskeptischen Bewegungen wird diese Idee jedoch seltener öffentlich von Seiten der CDU befürwortet.
Organisationen mit föderaler Zielsetzung, etwa die Europäische Bewegung International, vermeiden ihrerseits meist eine allzu deutliche Annäherung an einzelne Parteien, um mit ihren Ansichten sowohl gegenüber der politischen Rechten als auch der politischen Linken anschlussfähig zu bleiben. Tendenziell stehen heute die Parteien der politischen Mitte der europäischen Integration meist aufgeschlossen gegenüber, während die weit rechts oder links positionierten Parteien öfter europaskeptische Positionen vertreten.
Im September 2010 wurde im Europäischen Parlament die Spinelli-Gruppe gegründet, die sich für den europäischen Föderalismus einsetzt.
Anlässlich einer Podiumsdiskussion in Berlin am 17. November 2011 äußerte der Präsident des Bundesverfassungsgerichts, Andreas Voßkuhle, dass die Vision eines europäischen Bundesstaates nicht in einer „visionären Ferne“ sei. „Wie könnte ein europäischer Bundesstaat gebaut sein, in dem sich ein solches Vertrauen entwickeln kann? Wir sollten nicht so weitermachen wie bisher, nicht so tun , als hätten wir viel Spielraum für weitere Integrationsschritte.“ Voßkuhle warnt vor einer „schleichenden Transformation in einen europäischen Bundesstaat“, „den wir nicht kontrollieren können“. „Es kann sein, dass wir von einem europäischen Bundesstaat in der Ferne reden und nicht erkennen, dass wir in einem europäischen Bundesstaat leben.“
In seiner Rede zur Lage der Union forderte 2012 Kommissionspräsident José Manuel Barroso einen Bund der Nationalstaaten und knüpfte damit bewusst an föderalistische Forderungen an.
Im Koalitionsvertrag der Ampelregierung unter Olaf Scholz wird der Aufbau eines europäischen Bundesstaates angestrebt.